# Cá rutilut Albani
Cá rutilut Albani, tên khoa học Pachychilon pictum, là một loài cá vây tia trong họ Cyprinidae. Chúng được tìm thấy ở Albania, Pháp, Hy Lạp, Ý, Cộng hòa Macedonia, và Serbia và Montenegro.
Các môi trường sống tự nhiên của chúng là sông và hồ nước ngọt. Loài này có khả năng bị đe dọa do mất môi trường sống.